# Vizcondado de Meira
El vizcondado de Meira es un título nobiliario español creado el 21 de julio de 1670 por el rey Carlos II a favor de Diego Sarmiento de Valladares, Obispo de Plasencia, Inquisidor General de España, para su sobrino Luis Sarmiento de Valladares, más tarde I marqués de Valladares.

## Vizcondes de Meira
|                                 | Titular                                             | Periodo                |
| Creación por Carlos II          | Creación por Carlos II                              | Creación por Carlos II |
| ------------------------------- | --------------------------------------------------- | ---------------------- |
| I                               | Luis Sarmiento de Valladares y Meira                | 1670-1691              |
| II                              | Catalina de Meira Valladares Sarmiento y Toledo     | 1691-1734              |
| III                             | Benito Alonso Enríquez y Sarmiento de Valladares    | 1752-1757              |
| IV                              | Francisco Javier Enríquez y Sarmiento de Valladares | 1757-1842              |
| V                               | Martín Benito Enríquez y sarmiento de Valladares    | 1842-1847              |
| VI                              | Javier Martínez de Arce y Enríquez                  | 1847-1887              |
| .                               | .                                                   |                        |
| Rehabilitación por Alfonso XIII |                                                     |                        |
| IX                              | María de las Mercedes Pérez y Pérez de Castro       | 1924-1961              |
| X                               | Manuel López-Companioni y Pérez                     | 1962-1994              |
| XI                              | Gabriel López-Companioni Vázquez                    | 1994-2019              |
| XII                             | Óscar López-Companioni Corachán                     | Desde 2021             |

## Historia de los vizcondes de Meira
- Luis Sarmiento de Sotomayor y Meira (n. en 1691), I vizconde de Meira, I marqués de Valladares.

1. Casó con Baltasara de Toledo Coello y Portugal.
2. Casó con Baltasara Vélaz de Medrano y Fonseca, IV marquesa de la Lapilla, hija de Andrés Vélaz de Medrano.[2][3] Sin descendencia de este matrimonio. Le sucedió, de su primer matrimonio, su hija:

- Catalina de Meira Valladares Sarmiento y Toledo, II vizcondesa de Meira, II marquesa de Valladares.

1. Casó con García Ozores López de Lemos, IV conde de Amarante. Sin descendientes. Nombró heredera universal a su prima:

-Bernarda Sarmiento de Valladares y Guzmán, III marquesa de Valladares, III duquesa de Atrisco.
1. Casó con Félix de Velasco y Ayala, XII conde de Fuensalida, V conde de Colmenar de Oreja
2. Casó con Melchor de Solís y Gante, hijo segundo de Alonso de Solís y Osorio II duque de Montellano, I conde de Saldueña. Sin descendientes. Le sucedió su pariente lejano:

- Benito Alonso Enríquez y Sarmiento de Valladares (1700-1757), III vizconde de Meira, IV marqués de Valladares.

1. Casó con Isabel Sanjurjo Gayoso y Montenegro. Le sucedió su hijo:

- Francisco Javier Enríquez y Sarmiento de Valladares († en 1842), IV vizconde de Meira, V marqués de Valladares.

1. Casó con Juana de Puga y Villamarín. Le sucedió su hijo:

- Martín Benito Enríquez y Sarmiento de Valladares, V vizconde de Meira, VI marqués de Valladares.

1. Casó con María Vicenta Correa de Sotomayor, hija de Pelayo Antonio Correa de Sotomayor y Yebra, III marqués de Mos, III conde de Villanueva de San Bernardo, II vizconde de Pegullal. Le sucedió, de su hija María de los Dolores Enríquez y Sarmiento de Valladares que casó con Francisco Javier Martínez de Arce y Noguerol, el hijo de ambos,por tanto su nieto:

- Javier Martínez de Arce y Enríquez (1808-1887), VI vizconde de Meira, VII marqués de Valladares.

1. Casó con Joaquina Montenegro Ponte de Oca.

Rehabilitado en 1924 por:
- María de las Mercedes Pérez y Pérez de Castro (m. La Coruña, 2 de octubre de 1961), IX vizcondesa de Meira.

1. Casó con Gabriel López y Companioni. Le sucedió, en 1962, su hijo:

- Manuel López-Companioni y Pérez, X vizconde de Meira. Le sucedió, en 1994:

- Gabriel López-Companioni Vázquez, XI vizconde de Meira.

1. Casó con María de los Ángeles Corachán  Pérez-Bufill. Le sucedió, en 2021, su hijo:

- Óscar López-Companioni Corachán, XI vizconde de Meira.[4]